# Hugh Neville Dixon
Hugh Neville Dixon (1861 – 1944) var en engelsk bryolog, der bl.a. arbejdede i Indien.
Dixon anvendes som standardforkortelse (autornavn) i forbindelse med et botanisk navn. Det er f.eks. autornavnet for mos-ordenen Orthotrichales.